# 8370 Vanlindt
A 8370 Vanlindt (ideiglenes jelöléssel 1991 RK11) a Naprendszer kisbolygóövében található aszteroida. Eric Walter Elst fedezte fel 1991. szeptember 4-én.